# Giovan Angelo Marini
Giovanni Angelo Marini, o De Marinis, anche detto il Siciliano (... – post 1584), è stato uno scultore italiano ricordato tra i maggiori del Ducato di Milano e noto per avere creato numerose statue per la Certosa di Pavia e il Duomo di Milano.

## Biografia
Nato in Sicilia, era figlio del palermitano Antonino e a gennaio 1551 risiedeva a Milano, dove era giunto al seguito di Ferrante Gonzaga, che era stato nominato viceré di Sicilia a novembre 1535 e che ad aprile 1546 era stato trasferito come governatore a Milano.
In un documento del 3 gennaio 1551 risulta che Giovan Angelo Marini ebbe dal cardinale Francesco Alciati l'incarico di scolpire il monumento ad Andrea Alciati che oggi è presente in uno dei chiostri dell'Università di Pavia. Per contratto, Marini s'impegnava a scolpire sotto la direzione di Giulio Oggiono che doveva tener presente un disegno di Cristoforo Lombardo.
Dal 1552 Marini lavorò alle statue della facciata della Certosa di Pavia, sotto la soprintendenza di Cristoforo Lombardo. Scolpì 18 statue e ne firmò alcune, tra cui la Maddalena trasportata dagli angel, il San Raffaele, la Sant'Elena, il San Michele, e Adamo ed Eva, scultura da lui datata 1554. In un rogito del 27 novembre 1559 Marini risulta saldato, per le opere realizzate tra agosto 1554 e luglio 1559.
Tra il 1554 e il 1559 Marini scolpì altre dodici figure: San Gregorio, Sant'Ambrogio, Sant'Agostino, Abramo, Giobbe (1555), San Martino, San Brunone, San Bartolomeo (1556), Sant'Andrea (1558), San Tommaso, Costantino imperatore e la Vergine col Figlio. 
Completò inoltre tre statue - San Luca, San Maurizio e San Filippo - iniziate da altri scultori. Nel 1566 intraprese la realizzazione in bronzo di tredici piccole figure, per il tabernacolo dell'altare maggiore.
Lavorò anche nella Veneranda Fabbrica del Duomo, dal 1560. Risale al 26 settembre 1560 la commissione per la statua di papa Pio IV, da collocarsi sopra il piedistallo scolpito da Francesco Brambilla.
Presso il Museo del Duomo di Milano è esposta, fra le altre, la Maddalena trasportata dagli angeli (di cui esiste una copia molto simile all'esterno della Certosa di Pavia) già ai tempi ammirata e lodata dal Vasari nel suo Le vite de' più eccellenti pittori... (1550); la scultura era originariamente collocata all’esterno del Duomo, sul lato settentrionale, rimossa da tale sede dopo i bombardamenti anglo-americani dell’agosto del 1943 e quindi posta nei depositi della Veneranda Fabbrica, per poi essere collocata all’interno del Museo del Duomo nel 1953.

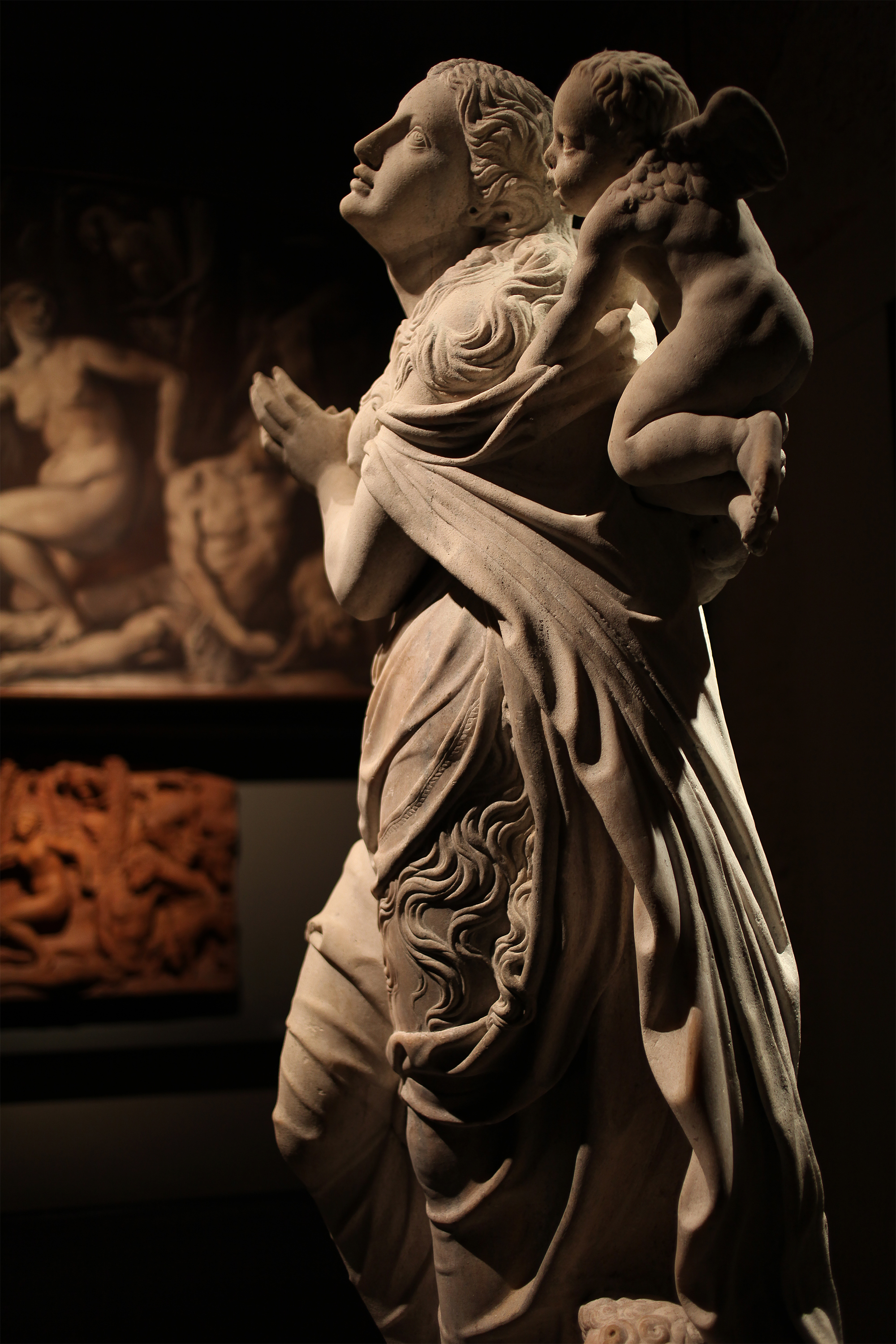
Maddalena trasportata dagli angeli, part. (1556-1560)
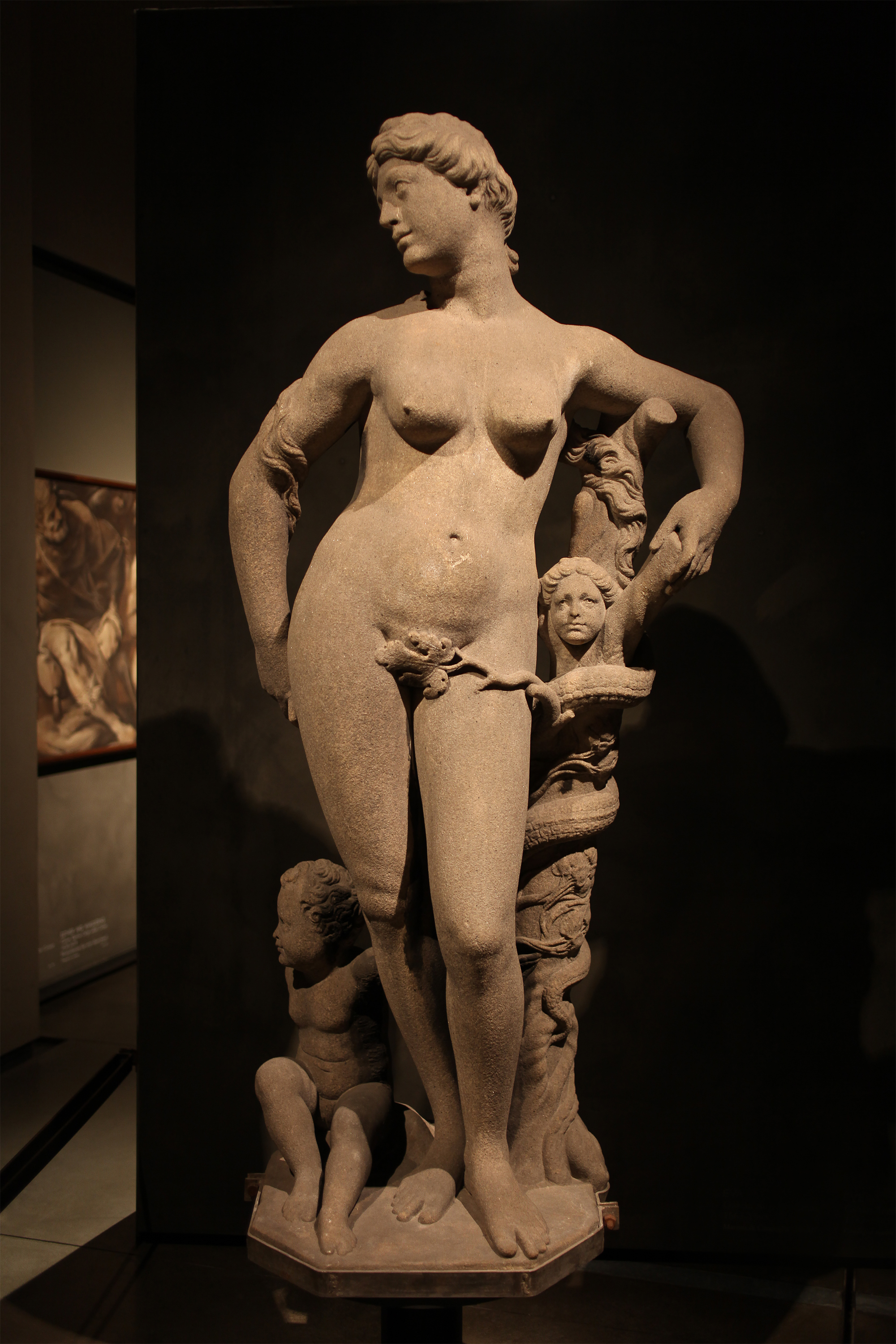
Eva (1563-1565)
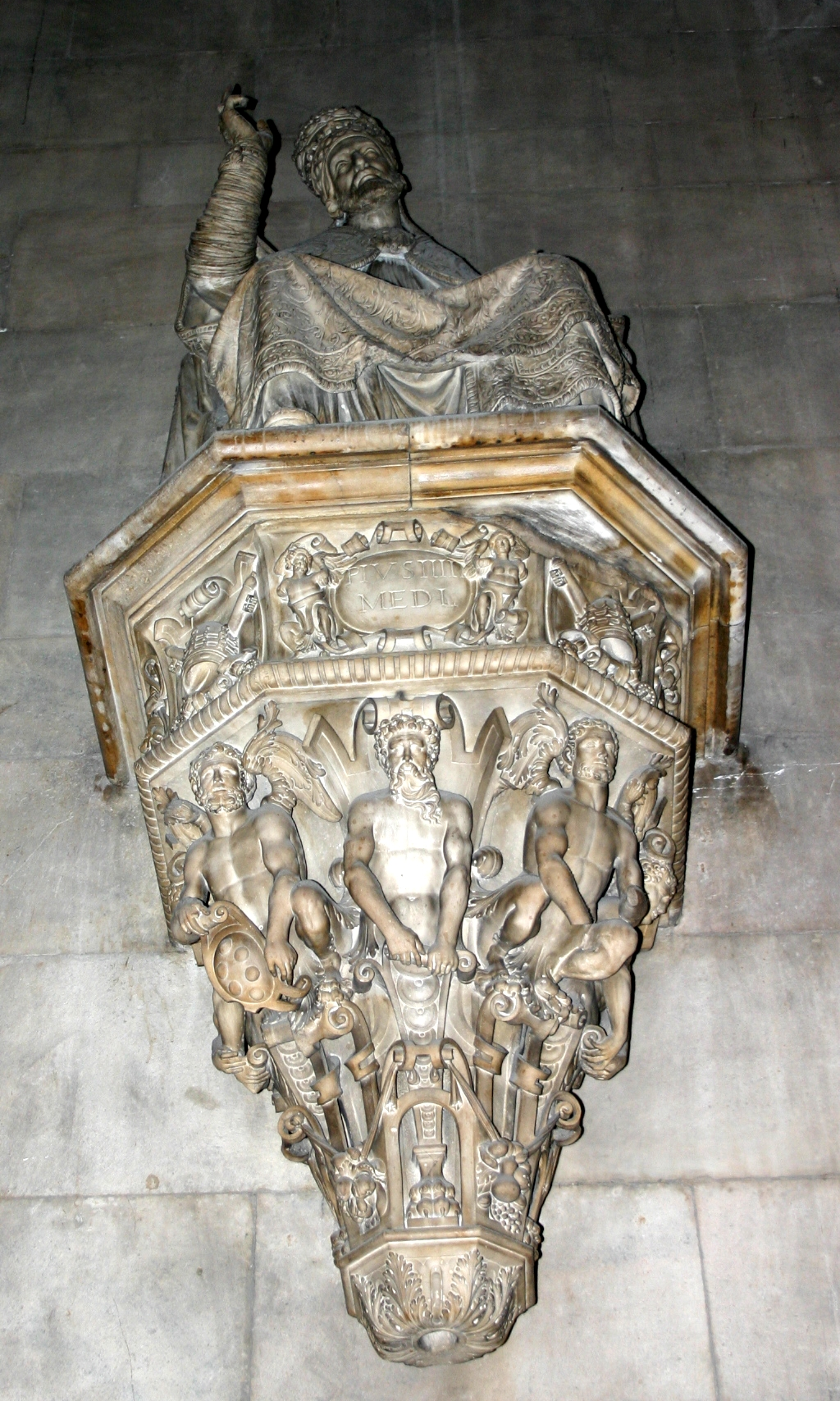
Pio IV (1567), Milano, Duomo, Deambulatorio